# Секретарка (Україна)
Секрета́рка — село в Україні, у Кривоозерській селищній громаді Первомайського району Миколаївської області. Населення становить 600-+50 особи.

## Герб
На гербі зображена золота восьмипроменева зірка на синьому тлі та козацька хвигура на зеленому пагорбі на золотому тлі.

## Історія

### Російська імперія
Село засноване у ІІ пол. XVIII ст. Першими поселенцями були переважно молдовани. Господарював на селі поміщик Рева, за національністю молдованин. Через деякий час його маєток переходить до володінь поляка Яловецького. В знак протесту проти цього більша частина жителів покинула село. Пізніше, за наказом уряду, панський маєток конфісковують і утворюють військове поселення.
Після конфіскації маєтку село стало прикордонною заставою царської армії — «секретою». Звідси й походить назва — Секретарка. Адже в часи Запорізької Січі село обороняли козацькі полки, які мали в своєму озброєнні секретну арку в центрі поселення. На вершині арки завжди пильнував один із козаків те, що діється навколо, повідомляючи жителів і військових про можливу небезпеку. Саму ж арку, як розповідали селяни, чужинцям помітити було важко тому, що село знаходилося в глибокому яру і було оточене величезною кількістю верб.
Оскільки село стало воєнним осередком, сюди починають прибувати вихідці із Гайсинського та Ольгопільського повітів, переважно поляки, які й склали основну масу нинішнього населення Секретарки. Під час реформи 1861 року земельні наділи розподілили між селянами — по 4 десятини кожному чоловікові. Подбала, нібито, влада і про новонароджених хлопчиків, і про тих хто мав повернутися із лав царської армії — залишила 1000 га земельних наділів. Насправді ж тодішні чиновники продали цю землю поміщику.
В 1876 році в селі Секретарка діяло однокласне народне училище та школа для дівчаток з 1897 року. Станом на 1897 рік в селі було 136 дворів. В 1900-х роках проживали як православні, так і католики (більше 3000 православних віруючих та 60 католиків) і було вже 600 дворів. Діяло 2 звичайні крамниці і одна спеціальна. Її народ прозвав «монопольською» через те, що там продавали горілку.

### СРСР
На початку 1920-х років було створено споживче товариство, яке очолив місцевий вчитель Степан Григорчук. Було засновано ревком та комітет незаможних селян. Також діяла профспілка вчителів та комсомольський осередок. В першій половині 1900 років в селі діяло чимало гуртків художньої самодіяльності та літній наметовий табір для учнів школи. А незабаром з'явилася в місцевому будинку культури кіноустановка.
В 1926 році Григорій Гоцул організував перше товариство з 15-ти господарств для спільного обробітку землі, а пізніше утворилися ще 12 таких товариств і 4 артілі. У 1931 році артілі було об'єднано в єдине господарство «В єднанні сила».
Під час організованого радянською владою Голодомору 1932—1933 років помер щонайменше 601 житель села. Секретарку занесли до «чорної дошки» і поставили за мету знищити все населення. В село прибували переселенці з Горківської області і тому було відкрито російськомовну школу.
У серпні 1941 року село потрапило під румунську окупацію, ввійшовши до складу Трансністрії. З війни не повернулося 223 мешканці села і майже стільки ж вважаються зниклими безвісти.
В повоєнні роки в селі тривали відновлювані, жителі збудували нові приміщення школи, сільської ради та створили тракторну бригаду.
В 1950-х роках в селі повністю відновилися всі ланки господарської діяльності, розпочався активний обробіток прилеглих та занедбаних за часів війни земель, розвивалося швидкими темпами тваринництво, рибальство, бджільництво. Так тривало аж до середини 80-х років, а потім знову почалася розруха: сільська влада почала розкрадати державне майно.

### Незалежність
Остаточний крах відбувся у 2000-му році, коли було зруйновано 11 приміщень для великої рогатої худоби, 2 свинарники та конюшні. За розкрадання державного майна голову села та його заступників позбавили робочих місць.
У 2006 році до сільського голови надійшла пропозиція від агрофірми «Корнацьких» про допомогу у відбудові села і наданні робочих місць. У 2008 році було частково відновлено господарство. В 2010 році створено спортивний зал для школярів та жителів села.

## Відомі люди
- Осипенко Мокій Гнатович — кавалер ордену Трудового Червоного прапора (1935)
- Круглик Лідія Петрівна — українська поетеса